# GT Pro Series
GT Pro Series é uma franquia desenvolvida pela MTO e públicada pela Ubisoft como um título de lançamento para o Nintendo Wii. Inclui 80 carros japoneses licencidos, com física de console de nova geração e diversos modos de jogo, incluindo Championship, Quick Race, Time Attack, Versus (4 jogadores), Drift, e Replay. Graficamente, o jogo utiliza o estilo Cel shading, não tem suporte a 16:9 widescreen ou progessive scan.

## Veículos
Principais veículos disponibilizados no início do jogo:
- ASL Garaiya
- Daihatsu Midget II
- Daihatsu Move
- Honda S2000
- Honda Integra Type R
- Mazda MX-5
- Mazda RX-7 FC3S
- Mazda RX-7 FD3S
- Mitsubishi Lancer Evolution VII
- Mitsubishi Lancer Evolution VIII
- Nissan Fairlady Z Z33
- Nissan Silvia S14
- Nissan Silvia S15
- Nissan Skyline BNR32
- Subaru Impreza WRX STi GC8
- Toyota Sprinter Trueno AE86